# Inga Abitowa
Inga Abitowa (ur. 6 marca 1982 w Kujbyszewie) – lekkoatletka rosyjska specjalizująca się w biegach na długodystansowych.
Abitowa w 2005 wygrała maraton w Belgradzie. Zdobyła złoty medal w biegu na 10 000 m na mistrzostwach Europy w 2006, uzyskując rezultat 30:31,42 (siódmy wynik w lekkoatletyce europejskiej). Na szóstym miejscu ukończyła bieg na 10 000 metrów podczas igrzysk olimpijskich. Wicemistrzyni Europy w biegu na 10 000 m z 2010. W 2001 (jako juniorka) oraz 2005 (jako seniorka) zdobywała drużynowe mistrzostwo Europy w biegu na przełaj. Medalistka mistrzostw Rosji w różnych kategoriach wiekowych oraz uczestniczka wielu biegów maratońskich.
W 2012 Abitowa została zdyskwalifikowana na 2 lata za stosowanie niedozwolonych środków dopingowych (do 10 października 2014), anulowane zostały wszystkie wyniki Rosjanki od października 2009. Zawodniczce odebrano złoty medal mistrzostw Europy w Barcelonie (2010). W 2016 roku po raporcie MKOL wykryto u Abitowej stosowanie środków niedozwolonych podczas Igrzysk w Pekinie.
Rekord życiowy w biegu na 10 000 metrów – 30:31,42 (7 sierpnia 2006, Göteborg).